# Pasig (rzeka)

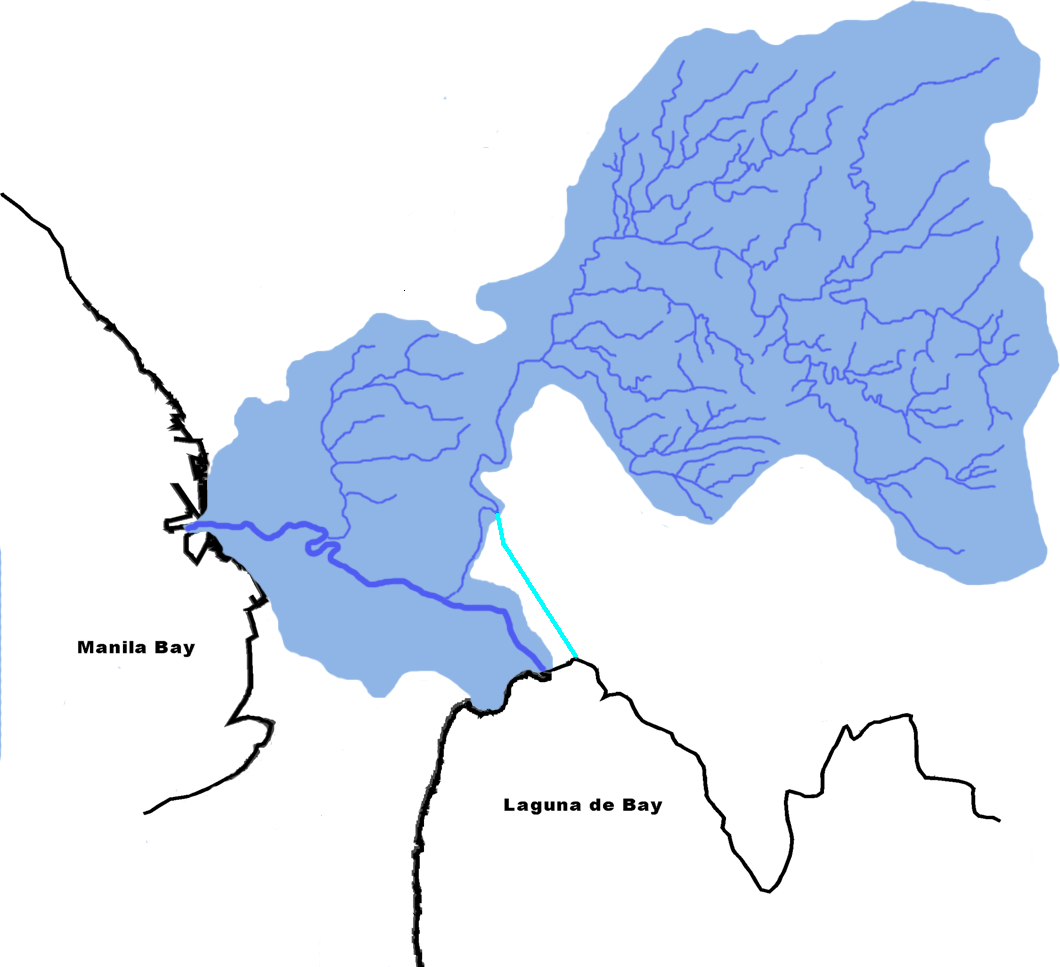
Zlewisko rzeki Pasig i Marikina River

Pasig – rzeka na Filipinach, w środkowej części wyspy Luzon. Wypływa z Laguna de Bay, największego jeziora Filipin. Uchodzą do niej jeszcze dwie inne rzeki: Marikina River oraz San Juan River.
Na długości 25 km Pasig przecina Metro Manila i uchodzi do Zatoki Manilskiej dzieląc ten region na dwie części.
Rzeka jest zanieczyszczona do tego stopnia, że stała się źródłem zarobku dla ludzi szukających w niej surowców wtórnych.